# (752) Sulamitis
(752) Sulamitis es un asteroide perteneciente al cinturón de asteroides descubierto el 30 de abril de 1913 por Grigori Nikoláievich Neúimin desde el observatorio de Simeiz en Crimea.
Está nombrado por un personaje del Antiguo Testamento relacionado con la reina de Saba.